# Мундшток, Карл
Карл Мундшток (нем. Karl Mundstock; 26 марта 1915 года, Берлин, Германия — 31 августа 2008 года, Берлин, Германия) — немецкий писатель, антифашист, член движения Сопротивления во время Второй мировой войны, член организации «Красная капелла».

## Биография
Родители его были рабочими: отец — маляр, мать — швея. Учился в интернате на острове Шарфенберг, где познакомился и подружился с Гансом Коппи. С 1932 по 1934 год учился в Карл-Маркс-Шуле в Берлин-Нойкельне. После 1933 года вступил в Коммунистический союз молодежи Германии. Осенью 1933 года, пришедшие к власти в Германии нацисты в течение нескольких недель содержали его в заключении. В 1934 году был вновь арестован и обвинен в незаконном распространении антинацистских брошюр и листовок. Суд приговорил его к двум годам тюрьмы. Во время своего заключения начал писать стихи.
После освобождения работал фрезеровщиком и сварщиком. В 1936 году стал членом запрещенной Коммунистической партии Германии (KDP) и включился в деятельность движения Сопротивления. С 1938 по 1939 год закончил четыре семестра дистанционного обучения по специальности в области машиностроения, но затем был вынужден прервать обучение. В 1939 году был призван в вермахт и в 1944 году отправлен солдатом на один из фронтов Второй мировой войны. В том же году он был вновь арестован, но за не имением доказательств отпущен. Вскоре после этого попал в британский плен. В декабре 1945 года вернулся в Берлин, где жил как свободный писатель.
Является автором ряда романов, рассказов, детских книг, эссе, сборников стихов и сценариев. В конце 1940-х годов трудился корреспондентом в различных газетах Берлина. С 1953 года был членом Союза писателей ГДР, с 1965 года — ПЕН-центра ГДР, с 1990 года — Ассоциации немецких писателей. Некоторые из его произведений, подверглись цензуре во времена коммунистической власти из-за своего реалистичного содержания, диссонировавшего с официальным политическим курсом партийного руководства. До самой смерти он оставался непримиримым борцом с конформизмом, за что его коллега Фриц Рудольф Фрис в газете Junge Welt сравнил его со знаменитым Франсуа Вийоном

### Избранные сочинения
- Der Messerkopf, Berlin 1950
- Der Gasmann kommt, Berlin 1951
- Schneller ist besser, Halle (S.) 1951
- Helle Nächte, Halle (Saale) 1952
- Ali und seine Abenteuer, Halle (Saale) 1955
- Bis zum letzten Mann, Halle (Saale) 1957
- Die Stunde des Dietrich Conradi, Halle (Saale) 1958
- Sonne in der Mitternacht, Halle (S.) 1959
- Die alten Karten stimmen nicht mehr, Halle (Saale) 1960
- Gespenster-Edes Tod und Auferstehung, Berlin 1962
- Tod an der Grenze, Halle (Saale) 1969
- Karl Mundstock, Berlin 1970
- Wo der Regenbogen steigt, Halle (Saale) 1970
- Frech & frei, Halle (Saale) 1974
- Meine tausend Jahre Jugend, Halle [u.a.] 1981
- Zeit der Zauberin, Halle [u.a.] 1985
- Brief nach Bayern, Berlin 1999
- Der Tod des Millionen-Jägers. Die Wüste, Berlin 2000
- Die unsterbliche Macke, Egelsbach [u.a.] 2001
- Raus aus dem Dilemma, Berlin 2003
- Meine tausend Jahre Jugend , Rostock 2005

### Награды
- Орден за заслуги (1974)
- Литературная премия FDGB (1983)
- Премия Гёте (1984)
- Национальная премия ГДР II степени за достижения в области искусства и литературы (1985)